# Lanches-Saint-Hilaire
Lanches-Saint-Hilaire är en kommun i departementet Somme i regionen Hauts-de-France i norra Frankrike. Kommunen ligger i kantonen Domart-en-Ponthieu som tillhör arrondissementet Amiens. År 2022 hade Lanches-Saint-Hilaire 131 invånare.

## Befolkningsutveckling
Antalet invånare i kommunen Lanches-Saint-Hilaire
| Referens: INSEE |